# Julius Petersen (maler)
 For alternative betydninger, se Julius Petersen. (Se også artikler, som begynder med Julius Petersen)
Hans Henrik Julius Petersen (16. februar 1851 i Aarhus, død 5. august 1911 sammesteds) var en dansk maler
Julius Petersen udførte især malerier fra Aarhus-egnen, men også skibsportrætter og dekorative arbejder til forskellige kirker. Flere af hans malerier findes i Den Gamle By.

## Ekstrerne henvisninger
- Julius Petersen på Kunstindeks Danmark/Weilbachs Kunstnerleksikon